# ستيوارت يونغ (لاعب كريكت)
ستيوارت يونغ (6 يوليو 1938 في المملكة المتحدة - ) (بالإنجليزية: Stuart Young)‏ هو لاعب كريكت بريطاني. لعب مع نادي مقاطعة دورهام للكريكت ‏ والمقاطعات الوطنية للكريكيت الإنجليزي والويلزي ‏.

## وصلات خارجية
- ستيوارت يونغ على موقع إي آس بي آن كريك إنفو (الإنجليزية)